# 404 Not Found
404 Not Found ist eine japanische Emoband, die 2007 in Nagoya gegründet wurde. Sie besteht aus Yuu Yoshimi (Gesang), Tomoking (Gitarre), Net (Gitarre), Ryouji (Bass) und CO (Schlagzeug). Die Gruppe steht bei Jellyfish Japan Records unter Vertrag und veröffentlichte ihr Debütalbum Voice, das in Japan über Amazon erhältlich ist.
Die Songs werden auf Japanisch gesungen. Der Name der Gruppe lehnt sich an die Fehlermeldung 404 Not Found an.

## Diskografie

### Alben
- 2009: Voice (Jellyfish Japan Records)